# Ані товстодзьобий
Ані товстодзьобий (Crotophaga ani) — вид птахів з родини зозулевих (Cuculidae).

## Поширення
Вид поширений від Флориди та півострова Юкатан, через Антильські острови до Тринідаду і Тобаго та від Коста-Рики до північної Аргентини. Нещодавно розширив свій ареал на південь Чилі.

## Опис
Птах завдовжки близько 33 см і вагою близько 85 г. Оперення рівномірно чорне, за винятком невеликих світлих лусочок на шиї, верхній частині грудей і спині. Його дзьоб широкий і вигнутий, і, на відміну від інших представників свого роду, він не має борозен або виступів. Хвіст довгий. Райдужка очей коричнева.

## Спосіб життя
Ані товстодзьобий є зграйним видом. Хоча вони утворюють моногамні пари, вони завжди знаходяться в галасливих групах, які займають колективну територію на відкритих або напіввідкритих територіях, пасовищах і площах посівів. Зазвичай харчується на землі. У раціон входять терміти, великі комахи, такі як коники, павуки, багатоніжки, маленькі змії, ящірки та жаби. Вони, як правило, їдять фрукти та насіння, коли комах мало.
Гніздо будують спільно декілька пар. Воно велике і глибоке, у формі чаші, зроблене з листя. Розташоване на деревах на висоті від 2 до 6 метрів над землею. Самиці відкладають синьо-зелені яйця у спільне гніздо і разом висиджують і годують пташенят. Кожна самиця може відкласти від 4 до 7 яєць, гнізда містять близько 30 яєць. Насиджування триває 13-15 днів.